# Манжетный, Михаил Михайлович
Михаил Михайлович Манжетный (24 августа [5 сентября] 1887, Кельцы, Келецкая губерния — 1959, Сидней) — русский военачальник, участник Гражданской войны на Востоке России и Гражданской войны в Китае; полковник (1919, Русская армия), подполковник (1926, китайская Армия умиротворения страны); мемуарист.

## Биография
Михаил Михайлович Манжетный родился 24 августа (5 сентября) 1887 года в семье дворян Херсонской губернии в городе Кельцы Келецкого уезда Келецкой губернии Варшавского генерал-губернаторства, ныне город Кельце — административный центр Свентокшиского воеводства Республики Польша. Отец, Михаил Никифорович Манжетный, командовал батальоном в 28-м Полоцком пехотном полку; впоследствии — генерал-майор (1908). В 1894 году его перевели в город Темников Тамбовской губернии, куда он переехал с семьёй.
С 1897 года жил в Саратове у сестры матери Юлии Осиповны Жеймо и окончил 3 класса реального училища. В 1901 году  был принят в четвертый класс Воронежского великого князя Михаила Павловича кадетского корпуса, который окончил в 1905 году.
Поступил в Елисаветградское кавалерийское училище, с 15 (28) июля 1906 года — унтер-офицер, училище окончил по 1-му разряду.
С 26 марта (8 апреля)  1907 года — корнет 54-го драгунского Новомиргородского полка, который 6 (19) декабря 1907 года был переименован в 17-й уланский Новомиргородский полк; полк был расквартирован в городе Перми. В составе 5-го эскадрона полка участвовал в борьбе с шайкой Александра Лбова, занимавшейся грабежами и убийствами (в её составе было до 500 человек, в основном из рабочих Мотовилихинских заводов). С 1 (14) сентября 1910 года — поручик.
Был отмечен начальством, как способный офицер, 10 (23) апреля 1913 года был переведён в Отдельный корпус жандармов. С 6 (19) декабря 1913 года — штабс-ротмистр.
С 25 июня (8 июля)  1914 года по 20 декабря 1914 года (2 января 1915 года) заведовал контрразведкой, осуществлявшуюся чинами корпуса жандармов на шведской границе. С 6 (19) декабря 1914 года — ротмистр.
В 1915 году служил адъютантом Пермского жандармского полицейского управления железной дороги. 3 (16) апреля 1915 года назначен помощником начальника Челябинского отделения Омского жандармского полицейского управления железной дороги. Осенью 1915 года назначен начальником Курганского отделения Омского жандармского полицейского управления железной дороги. 10 (23) июня 1917 года уволен в отставку.
2 июня 1918 года стоявшие на станции Курган 5-й и 6-й полки чехословацкого легиона атаковали город и овладели им. Михаил Манжетный стал командиром взвода в Курганском добровольческом отряде. 17 июня 1918 года отряд во главе с поручиком Франтишеком Грабчиком в составе около 130 пеших и 15 конных выехал из Кургана по направлению к селу Белозерскому, а оттуда на село Усть-Суерское. Отряд захватил 150 винтовок и 21 пленного, среди них председатель крестьянской секции, заместитель председателя Курганского уездного Совета депутатов Дмитрий Егорович Пичугин, которого пленили ротмистр Манжетный и штабс-ротмистр Гусев. 23 июня 1918 года, на обратном пути в Курган, Д.Е. Пичугин и его соратник военрук Нефёдов по решению старших офицеров отряда были расстреляны  у деревни Белый Яр, а рядовые красногвардейцы были отпущены. Пятеро из них приняли решение вступить в добровольческий отряд.
24 июня 1918 года был сформирован отряд подполковника Иннокентия Семёновича Смолина (35 чехов и 44 русских, из них 16 человек конных под начальством ротмистра Манжетного). Отряд входил во 2-й Степной Сибирский стрелковый полк (командир штабс-капитан Дмитрий Николаевич Панков). 25 июня 1918 года отряд Смолина выступил из Кургана и вечером 26 июня 1918 года без боя занял село Исетское. Затем, в ночь на 30 июня 1918 года захватил Ертарский стеклянный завод, где арестовал совдеп, а в ночь на 1 июля 1918 года — станцию Тугулым (железнодорожная линия Екатеринбург — Тюмень), куда вызвали и захватили бронепоезд красных. Затем отряд перешёл на линию железной дороги Тюмень — Омск, где соединился с 1-й Степной Сибирской стрелковой дивизией (командир полковник Григорий Афанасьевич Вержбицкий) 2-го Степного Сибирского корпуса (командир полковник Павел Павлович Иванов-Ринов) Сибирской армии. Отряд Смолина был усилен 3-м Степным Сибирским стрелковым полком (до 190 штыков, командир капитан Борис Григорьевич Вержболович), двумя взводами 2-го Сибирского казачьего полка (60 сабель) и одним орудием. 16 июля 1918 года отряд после тяжёлого боя взял станцию Подъём. В ночь на 19 июля года атаковал село Червишево (Сводная кавалерийская сотня ротмистра Манжетного (70 человек) должна пересечь тракт к северу от Червишева, прервав связь его с городом Тюменью и селом Богандинским, и атаковать с севера; 3-й Степной Сибирский стрелковый полк, атаковать с юго-востока, отряд Смолина — с запада). Отряд Смолина сыграл важную роль во взятии 20 июля 1918 года города Тюмени войсками генерала Григория Афанасьевича Вержбицкого.
В июле 1918 года прикомандирован с сотней ко 2-му Сибирскому казачьему полку (командир войсковой старшина Н. К. Рогозин).
С августа 1918 года — начальник конного конвоя при штабе 1-й Степной Сибирской стрелковой дивизии. С сентября 1918 года — начальник самостоятельного отряда, подполковник.
С января 1919 года — помощник командира 1-го Екатеринбургского уланского полка 1-й кавалерийской дивизии Русской армии.
С мая 1919 года — командир конно-егерского дивизиона 18-й Сибирской дивизии. Возглавляемые им конно-егеря, сражались под стягом, подаренным им весной 1919 года населением Прикамья.
С сентября 1919 года — полковник. Участник Великого Сибирского Ледяного похода.
В начале ноября 1920 года участвовал в боях под станцией Мациевской против войск Народно-революционной армии Дальневосточной республики, после которых войска ушли в Китай.
После эмиграции жил в Харбине, был подрядчиком 12-го участка службы пути Китайско-Восточной железной дороги.
В апреле  1926 года поступил на службу в чине майора в китайскую Армию умиротворения страны (кит. 安国军政府) маршала Чжан Цзолиня (Фэнтяньская клика) и назначен командиром Отдельного конного дивизиона. В июне 1926 года дивизион включён в состав 2-го Конного полка 1-й Отдельной бригады (командир генерал Константин Петрович Нечаев). С 30 сентября 1926 года — помощник командира полка по хозяйственной части, подполковник. Затем, до марта 1928 года — командир 4-го кавалерийского полка.
Жил в Пекине и Тяньцзине. В 1948 году переехал в Шанхай, откуда в 1949 году сумел эвакуироваться с семьёй на Филиппины, а оттуда в 1950 году в Австралию.
Михаил Михайлович Манжетный скончался в 1959 году в городе Сиднее штата Новый Южный Уэльс Австралийского Союза.

## Мемуары Манжетного
Сегодня Михаил Михайлович Манжетный наиболее известен, как автор мемуаров, впервые опубликованных в русском журнале «Часовой» в Париже, № 198, октябрь 1937 года. Мемуары и другие тексты Манжетного нередко используются, как важный источник по истории Гражданской войны в Сибири, и едва ли не как ключевой — по эмигрантским военным формированиям в составе китайской армии.
- Манжетный М.М. Воспоминания русского полковника китайской армии / Предисл. А. Н. Кравцова. — М.: Кучково поле; Издательский центр «Воевода», 2019. — 416 с. — (Военные мемуары). — 1000 экз. — ISBN 978-5-9950-0985-6.

## Награды
- Орден Святой Анны III степени, 6 (19) декабря 1916 года[7]
- Орден Святого Станислава III степени, 22 марта (4 апреля)  1915 года[8]
- Знак отличия Военного ордена «За Великий Сибирский поход» I степени

## Семья
- Отец — Михаил Никифорович Манжетный (1844 — после 1920), генерал-майор (1908) , участник подавления польского восстания (1863—1864), Темниковский (1892—1899) и Богучарский (1899—1908) уездный воинский начальник[9].
- Младший брат — Борис Михайлович Манжетный (1882 — ?), выпускник Воронежского великого князя Михаила Павловича кадетского корпуса; прапорщик, участник Первой Мировой войны, был ранен в апреле 1915 года.
- Жена — Людмила Николаевна (урожд. Суспина), мпадшая дочь старшего санитарного инспектора Перми, первым браком была замужем за ветеринарным врачом Монкевичем.
- Дети:
  - Дочь от первого брака Галина (1911 — ?)
  - Сын Михаил (1916 — ?)
  - Сын Виктор (? — 2010)